# بیدیا دوی بانداری
بیدیا دوی بانداری (نپالی: विद्यादेवी भण्डारी؛ انگلیسی: Bidhya Devi Bhandari؛ زادهٔ ۱۹ ژوئن ۱۹۶۱) سیاست‌مدار اهل نپال و رئیس جمهور کنونی این کشور است. وی دومین رئیس‌جمهور نپال است و اولین زنی است که در آن کشور به مقام ریاست جمهوری می‌رسد.
بانداری پیش از انتخاب به عنوان رئیس جمهور، رهبر حزب کمونیست مارکسیست – لنینیست متحده نپال بود.
مجله فوربز او را به عنوان ۵۲مین نفر در فهرست قدرت‌مندترین زنان جهان ثبت کرد.
او پیش‌تر وزیر دفاع نپال بود و نخستین زنی بود که این سمت را در نپال داشت.
بانداری در دهه ۱۹۹۰ وزیر محیط زیست و جمعیت نپال بود.

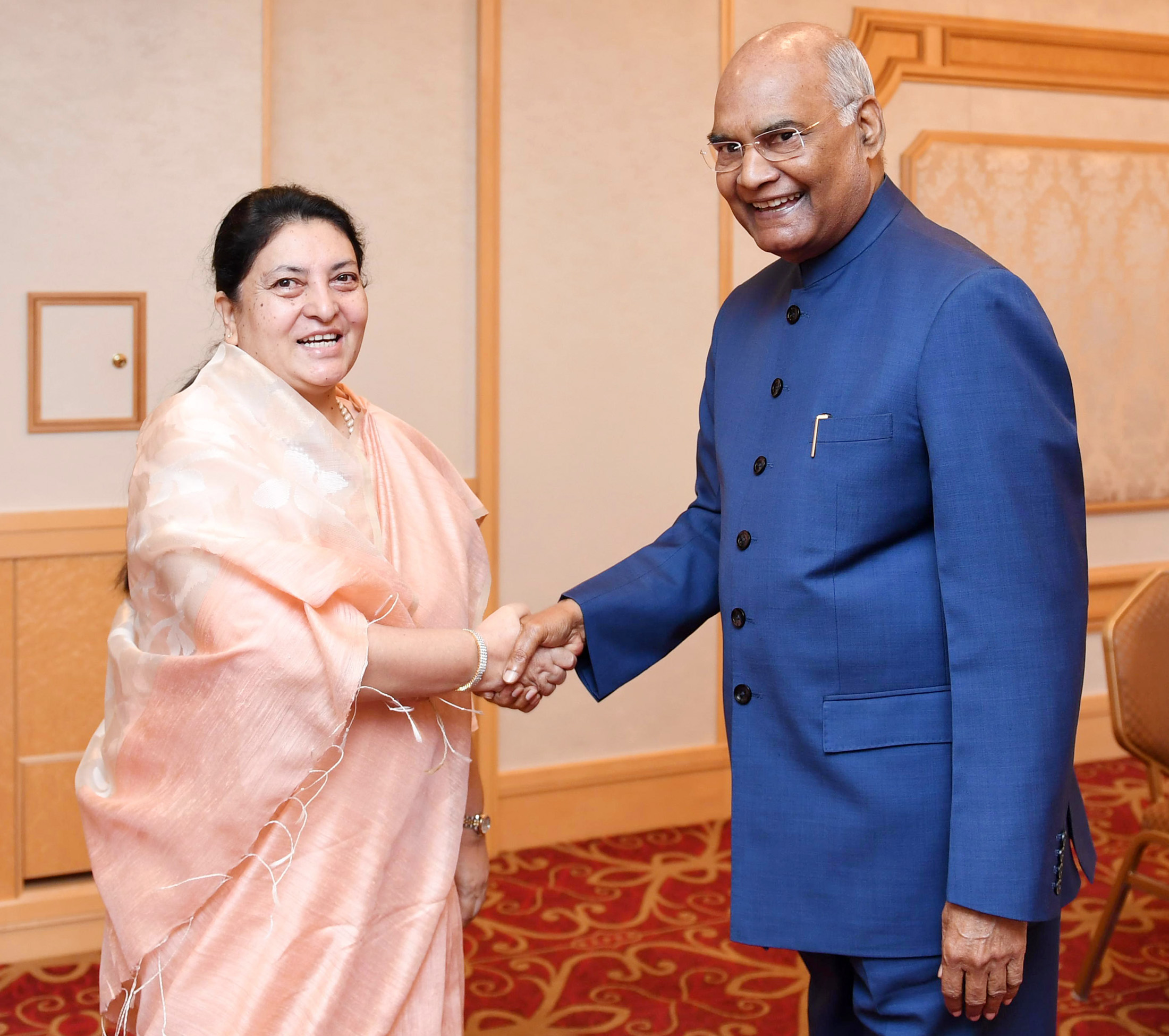
بیدیا دوی بانداری در توکیو، ۲۲ اکتبر ۲۰۱۹